# Claudio López Lamadrid
Claudio López Lamadrid Morante (Barcelona, 7 de enero de 1960-Ibidem, 11 de enero de 2019) fue un editor español. Se había convertido en una de las grandes referencias de la edición en español a ambos lados del Atlántico, en especial por su apuesta por la literatura latinoamericana.

## Biografía
Fue el hijo mayor de Francisco Javier López de Lamadrid y Satrústegui, III marqués de Lamadrid y era sobrino de Antonio López Lamadrid, editor y persona vinculada al mundo de la cultura y de la literatura. Se licenció en Derecho. Era pareja de la exministra de cultura Ángeles González-Sinde. Había casado con Miriam Tey de quien tuvo a Jacobo López Lamadrid y Tey, IV marqués de Lamadrid.
Inició su carrera como editor en unas prácticas en París con Christian Bourgois y después trabajó durante 10 años en Tusquets Editores, tras lo cual formó parte de la iniciativa que puso en marcha la creación y desarrollo del sello Galaxia Gutenberg de Círculo de Lectores.
Había trabajado durante toda su vida al frente de importantes sellos como Tusquets y el grupo Mondadori. Desde el año 2000 era el director del sello, donde desarrollaba las estrategias y los planes editoriales entre España y América Latina. 
En 1997 fue nombrado director literario de Grijalbo, que más tarde adquirió Mondadori, después Random House y por último se fusionó con Penguin. Desde entonces había formado parte del grupo editorial, siempre al frente del área literaria. En el momento de su fallecimiento era director editorial de la división en español del grupo Penguin Random House.

## Importancia como editor
Fue el responsable de difundir en castellano la obra de David Foster Wallace y el Nobel J. M. Coetzee, además de haber jugado un papel primordial en la edición de la obra del español Javier Cercas.
El legado editorial que deja incluye nombres a los que editó en español como Gabriel García Márquez, Philip Roth, Salman Rushdie o James Ellroy. Dijo que sus escritores españoles favoritos eran Juan Marsé, Rafael Sánchez Ferlosio y Javier Marías.